# 松萝藓
松萝藓（学名：Papillaria crocea）为蔓藓科松萝藓属下的一个种。

## 扩展阅读
- 維基物種上的相關：松萝藓